# Len Maurice
Len Maurice (* 1900; † 1952) war ein australischer Radioconférencier und Sänger der Stimmlage Bariton.
Maurice nahm, auch unter dem Pseudonym Art Leonard, zwischen 1929 und 1933 auf dem Label Regal etliche Schellackplatten auf. Dabei wurden z. B. von seiner 1930 eingesungenen Aufnahme von Our Don Bradman 40.000 Stück verkauft. Auf der Bühne war er auch als Mitglied von Will Quintrell & His Tivolians aufgetreten.